# ميس مون (مسلسل)
ميس مون (بالإنجليزية: Miss Moon)‏ هو مسلسل رسوم متحركة تلفزيوني للأطفال من إنتاج سيباستيان دورسي ولور دويوناكس. ظهرت المسلسل لأول مرة على قناة تي أف 1 في فرنسا في 17 أبريل 2016.

## الحبكة
تدور المسلسل حول مربية سحرية تسمى ميس مون، حيث تعتني بثلاثة أطفال أثناء عمل والديهم مع المشاكل التي تأتي مع هذه الوظيفة.

## روابط خارجية
- ميس مون على موقع IMDb (الإنجليزية)
- ميس مون على موقع قاعدة بيانات الفيلم (الإنجليزية)

- ميس مون  في قاعدة بيانات الأفلام على الإنترنت (بالإنجليزية)